# Autonomie spéciale de la Sicile

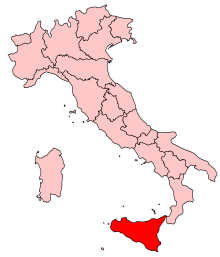
Carte de la Sicile en Italie.

L’autonomie sicilienne est la forme spécifique de gouvernement de la région sicilienne, régie par la loi constitutionnelle 2/1948  (dit « statut spécial »), conformément à l'article 116 de la Constitution italienne. Elle présente les caractéristiques d'une large autonomie législative, administrative et fiscale.

## Histoire
Incluse dans le Royaume de Sardaigne puis d'Italie depuis 1860, la Sicile retrouve des velléités d'indépendance après la chute du régime fasciste.
L'autonomisme apparaît comme une réponse pour affaiblir le mouvement séparatiste sicilien, représenté par le Mouvement pour l'indépendance de la Sicile, qui, au lendemain du débarquement allié en juillet 1943, avait émergé pour demander l'indépendance de la Sicile, et qui en 1945 disposait d'une organisation paramilitaire, l'Armée volontaire pour l'indépendance de la Sicile (EVIS) dirigée par Antonio Canepa. 
L'essentiel des forces politiques y sont favorables, à divers degrés, notamment pour contrer le projet réactionnaire séparatiste : les communistes siciliens dirigés par Girolamo Li Causi y sont favorables alors que les socialistes, fermes opposants au niveau national, se divisent sur l'île ; la Démocratie chrétienne défend une décentralisation ; le Parti d’Action, les républicains et la Démocratie du Travail (localement animé par Virgilio Nasi,Giovanni Guarino Amella et Enrico La Loggia) aspirent à une très large autonomie.
L'idée que la Sicile deviendrait le 49e État des États-Unis d'Amérique a disparu presque immédiatement, tout comme celle d'un protectorat anglais. Le MIS a participé aux élections politiques de 1946 pour l'Assemblée constituante, où il a obtenu 4 sièges, élisant, entre autres, Andrea Finocchiaro Aprile et Attilio Castrogiovanni. Le MIS obtient par la suite 9 sièges à l'Assemblée régionale sicilienne en 1947.
L'administration de la Sicile est transmise à l'Italie en février 1944 et un haut commissaire pour la Sicile est nommé en mars. Le gouvernement italien crée le 28 décembre une Commission régionale (consulta regionale) qui s'installe en février 1945. Ses 36 membres sont nommés par le gouvernement sur proposition du haut commissaire, le démocrate chrétien Salvatore Aldisio, parmi des membres des partis du Comité de libération nationale, des syndicats et du monde intellectuel. Les séparatistes refusent d'y participer. La gauche, malgré une tradition centralisatrice, soutient le processus, à l'instar des communistes Palmiro Togliatti et Girolamo Li Causi. 
Une commission est constituée par 6 représentants de parti politique et 3 experts. Giuseppe Alessi (DC), Mario Mineo (PSI), Giovanni Guarino Amella (PDL), Giuseppe Montalbano (PCI), Alfredo Mirabile (PdA) remplacé par le professeur de droit administratif Giovanni Salemi, Carlo Orlando (PLI), remplacé en novembre 1945 par Enrico La Loggia, et les professeurs palermitains Franco Restivo et Paolo Ricca Salerno. S'ajoutent plus tard Pasquale Cortese (DC), Franco Grasso (PCI) et Giulio Rondelli (PDL).
Le texte est présenté par Salemi le 27 octobre 1945 qui s'articule autour des principes de réparation et d'une large autonomie reprenant l’organisation nationale à l'échelle régionale. La Loggia insiste pour accentuer la dimension réparatrice dans l'article 38. Li Causi obtient que l'article 14 limite la liberté législative au respect de la constitution italienne et des réformes agraires et industrielles. L'autonomie administrative et financière des communes est également accrue dans l'article 15. La commission conclut ses travaux le 23 décembre et adopte le texte par 17 voix contre 12, après les interventions du communiste Li Causi et des démocrates-chrétiens Giuseppe Alessi et Giovanni Guarino Amella.
Le statut spécial a été publié par décret royal par le roi Umberto II le 15 mai 1946 (donc avant la Constitution de la République italienne, qui l'a incorporé intégralement à la loi constitutionnelle n° 2 de 1948), et a donné naissance à la Région sicilienne avant même la naissance de la République italienne, première parmi les 5 régions à statut spécial. 
Les premières élections à l' Assemblée régionale sicilienne ont eu lieu le 30 avril 1947 et la première session parlementaire a eu lieu le 25 mai 1947.
Les soixante-dix ans d'autonomie spéciale en Sicile a fait de la politique sicilienne une sorte de « laboratoire politique », et a donné naissance à divers partis autonomistes, dont l'un, le Mouvement pour l'autonomie, a dirigé la Région. 
Mais l’implantation des partis de masse, Démocratie chrétienne et Parti communiste, limitent la portée de l'autonomie en dupliquant leurs idées nationales autant que leurs appareils politiques à l'île, qui s’italianise sous le règne de la Démocratie chrétienne.

## Principes
Selon les principes du Statut autonomiste, la Région a une compétence exclusive dans certains domaines, indiqués à la fois dans la Constitution et dans le Statut lui-même  . Tout amendement au Statut nécessitant une loi constitutionnelle, il est soumis à la procédure dite aggravée, c'est-à-dire à une double approbation, à la majorité qualifiée, par les Chambres .
Le nom officiel n'est pas la région Sicile, comme on dit à tort, mais la Région sicilienne, pour des raisons historiques mais aussi par similitude à la République italienne ; la Région étant née en tant qu'organe souverain et liée à l'Italie par un traité et des relations potentiellement égales. Cette condition juridique, qui suppose l'usage de l'adjectif après le nom officiel de l'entité, traduit le contexte politique de l'époque considérant l'entité administrative sicilienne comme une source principale de droit.

## Compétences exclusives
Selon le statut spécial, la Région a compétence exclusive sur une série de questions, y compris le patrimoine culturel, l'agriculture, la pêche, les autorités locales,, l'environnement, le tourisme, la police forestière. Les personnels concernés relèvent donc de la Région et non de l’État.
En matière fiscale, l'ensemble des taxes perçues en Sicile sont destinées à l'île  . Conformément aux articles 36 et suivants de son statut (loi constitutionnelle n ° 2 du 26 février 1948), la région sicilienne dispose d'une totale autonomie financière et fiscale.
Chaque année, l'État italien serait tenu de fournir une somme à établir par un plan quinquennal, provenant des fonds publics des autres régions pour financer la Sicile, comme établi par l'art. 38 du statut de la région sicilienne.
1. L’État versera annuellement à la Région, à titre de solidarité nationale, une somme destinée à être utilisée, sur la base d'un plan économique, pour l'exécution des travaux publics.
2. Cette somme tendra à équilibrer le montant le plus faible des revenus du travail dans la région par rapport à la moyenne nationale.
3. Une revue quinquennale de cette mission sera effectuée en référence aux modifications des données supposées pour le calcul précédent.

L'article 37 du Statut de la Région sicilienne stipule que :
1. Pour les entreprises industrielles et commerciales, ayant leur siège principal hors de Sicile, mais qui y possèdent des établissements, la part des revenus à attribuer à ces implantations est déterminée dans l'évaluation des revenus.
2. La taxe relative à ce quota est à la charge de la Région et est perçue par les organismes de perception de celle-ci.

Bien qu'en théorie toutes les taxes perçues en Sicile devraient rester sur l'île, en pratique, aujourd'hui, les articles 36, 37 et 38 restent largement inapplicables, entraînant la perte de plusieurs milliards d'euros de revenus pour les caisses de la région sicilienne .

## Organes
Comme prévu par le statut, le pouvoir législatif relève de l'Assemblée régionale sicilienne, le pouvoir exécutif du président de la région sicilienne et du conseil régional, composé de 12 conseillers régionaux, qui depuis 2001 ne peuvent même pas être députés à l'ARS. Depuis le 25 mai 1947, il y a eu quinze législatures, d'une durée initiale de quatre ans, puis de 5 ans depuis 1971.
L' Assemblée régionale sicilienne a été élue pour la première fois en mai 1947 . Depuis 2017, elle est formée de soixante-dix députés élus au suffrage universel direct (contre 90 auparavant) . Elle siège à Palerme, dans le Palais des Normands . Le parlement sicilien, né en 1130, est considéré comme le plus ancien d'Europe .
Depuis 2001, le président de la Région n'est plus élu par l'assemblée régionale, mais directement par les électeurs. Le président du conseil régional, est Renato Schifani candidat de la coalition de droite. La présidence de la Région est basée à Palerme, dans le Palais d'Orléans.
À l'origine, l'article 25 du Statut prévoyait également une Haute Cour dotée de pouvoirs juridictionnels, pour juger la constitutionnalité des lois régionales et des lois et règlements nationaux au regard du Statut, mais en 1957, la Cour constitutionnelle l'a déclaré caduque et les compétences absorbées par celle-ci .
Jusqu'en 2014, le Commissariat d'État pour la région sicilienne exerçait un contrôle préventif sur la légalité constitutionnelle des lois de l'Assemblée régionale. Par l'arrêt no 255 du 3 novembre 2014 de la Cour constitutionnelle, cette fonction a été supprimée en raison de l'extension à la région sicilienne du contrôle a posteriori, prévu par l'article 127 de la Constitution pour les Régions à statut ordinaire.
En Sicile, il existe également le Conseil de la justice administrative  (CGA) qui occupe localement les fonctions du Conseil d'État, ainsi que les sections autonomes de la Cour des comptes, juridictionnelle et d'appel.

## Commission mixte paritaire
Certaines prérogatives statutaires ne sont pas appliquées à ce jour, faute de règlement d'exécution correspondant du statut, qui doit être émis par la Commission paritaire État-Région .
Organe prévu par l'article 43 du Statut, elle est composée de 2 membres nommés par le Conseil des ministres et 2 par le Conseil régional , et édicte les décrets d'application des dispositions statutaires.